# 2Y busz (Szekszárd)
A szekszárdi 2Y buszjárat az Autóbusz-állomás és Palánk, vegyesbolt között közlekedett. Az alapjárathoz viszonyított eltérés a jobbparásztai betérése.

## Története
A vonal 2022.08.28-án életbe lépett vonalhálózat és menetrend váltással megszűnt.

## Útvonala
| Autóbusz-állomás - Wesselényi u. - Kadarka u. - Jobbparászta - Műszergyár – Palánk | Palánk – Műszergyár – Jobbparászta – Kadarka u. – Wesselényi u. – Autóbusz-állomás |
| --- | --- |
| - Autóbusz-állomás - Holub J. utca - Szövetség utca - Wesselényi utca - Széchenyi utca - Szent László utca - Babits utca - Kadarka utca - Tolna Lajos utca - Palánki út - Palánk, vegyesbolt | - Palánk, vegyesbolt - Palánki út - Tolna Lajos utca - Kadarka utca - Babits utca - Szent László utca - Széchenyi utca - Wesselényi utca - Szövetség utca - Holub J. utca - Autóbusz-állomás |

## Megállóhelyei
| sz. | megállóhely neve   | menetidő (perc) | menetidő (perc) | átszállási kapcsolatok                  | intézmények                       |
| --- | ------------------ | --------------- | --------------- | --------------------------------------- | --------------------------------- |
| 0   | Autóbusz-állomás   | 0               | 25              | 1, 2, 3, 3A, 4, 5, 5Y, 6, 6Y, 7, 7A, 7B | •Autóbusz-állomás\|•Vasút-állomás |
| 1   | Holub J. utca      | 2               | 23              | 2, 4A, 4Y                               |                                   |
| 2   | Szövetség utca     | 3               | 22              | 2, 4A, 4Y                               |                                   |
| 3   | Wesselényi utca    | 5               | 20              | 2, 4Y                                   |                                   |
| 4   | Nyomda             | 7               | 18              | 2, 5, 5Y, 6, 6Y, 8, 88, 89, 9, 98       |                                   |
| 5   | Posta              | -               | 17              | 1, 2, 7, 7A, 7B, 8, 88, 89, 9, 98       |                                   |
| 6   | Szent László utca  | 9               | 16              | 1, 2, 4, 4A, 4Y, 6Y, 7, 7A, 7B, 88, 89  |                                   |
| 7   | Babits iskola      | 10              | 15              | 2, 88, 89                               |                                   |
| 8   | Kadarka lakótelep  | 12              | 13              | 2, 88, 89                               |                                   |
| 9   | Parászta, kisbolt  | 14              | 11              | 88, 89, 9, 9Y, 98                       |                                   |
| 10  | Tolnai Lajos u.    | 10              | 10              | 88, 89, 9, 9Y, 98                       |                                   |
| 11  | Jobbarászta        | 16              | 9               | 88, 89, 9, 9Y, 98                       |                                   |
| 12  | Újváros temető     | 19              | 6               | 2, 8, 8A, 88, 89, 9, 9Y, 98             |                                   |
| 13  | Csecsemőotthon     | 21              | 4               | 2, 8, 8A, 88, 89, 98                    |                                   |
| 14  | Palánki út, MMG    | 22              | 3               | 2, 8, 8A, 88, 89, 98                    |                                   |
| 15  | Palánk, vegyesbolt | 25              | 0               | 2, 8, 88                                |                                   |